# إد بورنس
إد بورنس (بالإنجليزية: Ed Burns)‏ هو لاعب كرة قاعدة أمريكي، ولد في 31 أكتوبر 1887 في سان فرانسيسكو في الولايات المتحدة، وتوفي في 1 يونيو 1942 في مونتيري في الولايات المتحدة.

## وصلات خارجية
- إد بورنس على موقعبيزبول رفرنس.كوم (الدوري الرئيسي) (الإنجليزية)
- إد بورنس على موقعبيزبول رفرنس.كوم (الدوري الثانوي) (الإنجليزية)